# Tlenek tantalu(V)
Tlenek tantalu(V), Ta
2O
5 – nieorganiczny związek chemiczny z grupy tlenków, w którym tantal występuje na V stopniu utlenienia.

## Właściwości
Tlenek tantalu(V) jest białym ciałem stałym, nierozpuszczalnym w wodzie oraz w kwasach (oprócz kwasu fluorowodorowego). W warunkach normalnych jest związkiem niereaktywnym.
Podczas stapiania z wodorotlenkami litowców tworzy tantalany(V). Przy zmniejszaniu pH roztworu powstają akwapolitantalany o anionach [Ta
6O
19]8−
. Przy dalszym obniżaniu pH strąca się uwodniony tlenek tantalu(V).
W temperaturze topnienia rozkłada się z wydzieleniem tlenu.
Tlenek tantalu(V) reaguje pod zwiększonym ciśnieniem z tetrachlorometanem, dając chlorek tantalu(V):
Ta
2O
5 + 5CCl
4 → 2TaCl
5 + 5COCl
2
Pięciotlenek tantalu może być redukowany różnymi sposobami, np. za pomocą reduktorów metalicznych, takich jak glin lub wapń:
Ta
2O
5 + 2Al → Al
2O
3 + TaO
2 + Ta
Ta
2O
5 + Ca → CaO + TaO
4 + Ta
Istnieją dwie odmiany tlenku tantalu(V) – α i β. Forma β jest trwała powyżej temperatury 1360 °C. Poniżej występuje forma α. W 1360 °C następuje powolna, odwracalna przemiana z jednej formy w drugą.
Odmiana niskotemperaturowa ma strukturę krystaliczną typu oktatlenku triuranu (U
3O
8).

## Otrzymywanie
Przemysłowo pięciotlenek tantalu otrzymuje się z minerałów tantalu i niobu (tantalit oraz kolumbit) przez ich kruszenie na pył, a następnie roztwarzanie wodorotlenkiem sodu. Na powstałe w ten sposób tantalany i niobiany sodu działa się bezwodnym kwasem fluorowodorowym, a następnie dodaje się stechiometryczną ilość fluorku potasu:
(FeMn)(NbTa)
2O
6 + 6NaOH → Ta
2O
5·7H
2O + Nb
2O
5·7H
2O
Ta
2O
5·7H
2O + Nb
2O
5·7H
2O + 32KF → 2K
2TaF
7 + 2K
2NbF
7 + 4HF + 24KOH
lub
Ta
2O
5 + Nb
2O
5 + 8KF + 20HF → 2K
2TaF
7 + 2K
2NbF
7 + 10H
2O
Po wydzieleniu K
2TaF
7 poddaje się go stopieniu, a następnie elektrolizie, w której powstaje czysty tantal. Otrzymany pierwiastek spala się w temperaturze 1000 °C w atmosferze tlenu do tlenku tantalu(V):
4Ta + 5O
2 → 2Ta
2O
5
W skali laboratoryjnej można go otrzymać w reakcji spalania tantalu w atmosferze tlenu lub w wyniku hydrolizy jego alkoholanu, np.
2Ta(OCH
2CH
3)
5 + 5H
2O → Ta
2O
5 + 10HOCH
2CH
3

## Historia
Tlenek tantalu został odkryty przez Andersa Gustafa Ekeberga w minerałach wyodrębnionych z pegmatytu w Ytterby w Szwecji oraz w Kimoto w Finlandii.

## Zastosowanie
Tlenek tantalu wykorzystuje się do produkcji kondensatorów w elektronice samochodowej, telefonach komórkowych, pagerach, a także szkieł w obiektywach fotograficznych.